# پائولا تدسکو
پائولا تدسکو (ایتالیایی: Paola Tedesco؛ زادهٔ ۲۸ مارس ۱۹۵۲) بازیگر، صداپیشه و خواننده اهل ایتالیا است.
از فیلم‌هایی که وی در آن نقش داشته‌است، می‌توان به به خانواده قربانیان اطلاع داده نخواهد شد، دانشجو، مرد سال، همسر شیطان، ساتیریکون، انجیل به روایت متی، از بلوندها متنفرم، اقدام بی‌سروصدا، گربه چشم‌یشمی و بوکاچیو اشاره کرد.